# Censada de Sellamana
La Censada de Sellamana són uns camps de conreu del municipi de Castell de Mur, al Pallars Jussà, a l'antic terme de Mur, en terres del poble del Meüll.
Estan situats a prop i al sud del poble, al sud-est dels Trossos del Castell i al sud del poble i dels Pous. A llevant hi ha les restes de Casa la Rosa i la Font de l'Hort de la Rosa. Per la Censada de Sellamana discorre el Camí de Castellnou.